# Julia Acosta Esquivel
Julia Acosta Esquivel (Ciudad Ixtepec, 3 de junio de 1943) es una poeta y docente mexicana.

## Biografía
Nació en Ciudad Ixtepec, Oaxaca, el 3 de junio de 1943. Obtuvo una licenciatura en pedagogía por la Escuela Normal Superior de Jalisco así como una licenciatura en educación básica por la Universidad Pedagógica Nacional (UPN). Posteriormente realizó una maestría en ciencias de la educación por el Instituto Superior de Investigación y Docencia para el Magisterio (ISIDM) en Zapopan, Jalisco.
Durante la mayor parte de su carrera se ha desempeñado como profesora de educación básica en Jalisco. Es autora de dos libros de poesía: Poemas (1985) y Voces (1994).

## Publicaciones seleccionadas

### Poesía
- Acosta Esquivel, Julia (1985). Poemas. Guadalajara, Jalisco, México: Gobierno de Jalisco, Secretaría General, Unidad Editorial. ISBN 9789688321706.
- Acosta Esquivel, Julia (1994). Voces. Guadalajara, Jalisco, México: Gobierno del Estado de Jalisco, Secretaría General de Gobierno, Unidad Editorial. ISBN 9789688324486.